# Гранд-Лейк (Колорадо)
Гранд-Лейк (англ. Grand Lake) — місто (англ. town) в США, в окрузі Гранд штату Колорадо. Населення — 410 осіб (2020).

## Географія
Гранд-Лейк розташований за координатами 40°14′52″ пн. ш. 105°49′33″ зх. д. / 40.24778° пн. ш. 105.82583° зх. д. (40.247802, -105.825771).  За даними Бюро перепису населення США в 2010 році місто мало площу 2,74 км², з яких 2,73 км² — суходіл та 0,00 км² — водойми.

### Клімат
| Клімат : Гранд-Лейк                   | Клімат : Гранд-Лейк | Клімат : Гранд-Лейк | Клімат : Гранд-Лейк | Клімат : Гранд-Лейк | Клімат : Гранд-Лейк | Клімат : Гранд-Лейк | Клімат : Гранд-Лейк | Клімат : Гранд-Лейк | Клімат : Гранд-Лейк | Клімат : Гранд-Лейк | Клімат : Гранд-Лейк | Клімат : Гранд-Лейк | Клімат : Гранд-Лейк |
| Показник                              | Січ.                | Лют.                | Бер.                | Квіт.               | Трав.               | Черв.               | Лип.                | Серп.               | Вер.                | Жовт.               | Лист.               | Груд.               | Рік                 |
| Абсолютний максимум, °C               | 11,7                | 13,3                | 19,4                | 22,8                | 27,8                | 31,7                | 33,3                | 33,3                | 31,7                | 26,7                | 20,0                | 12,8                | 33,3                |
| Середній максимум, °C                 | 0,2                 | 2,2                 | 6,3                 | 10,3                | 15,6                | 21,4                | 24,7                | 23,5                | 19,9                | 13,3                | 4,8                 | −0,3                | 11,8                |
| Середній мінімум, °C                  | −15,4               | −14,3               | −10,3               | −6,5                | −2,2                | 1,2                 | 4,1                 | 3,5                 | −0,3                | −4,7                | −10,2               | −14,9               | −5,8                |
| Абсолютний мінімум, °C                | −41,7               | −40,6               | −37,8               | −29,4               | −17,2               | −8,9                | −6,1                | −7,8                | −13,9               | −22,2               | −33,3               | −37,2               | −41,7               |
| Норма опадів, мм                      | 39                  | 36                  | 35                  | 40                  | 45                  | 41                  | 49                  | 59                  | 46                  | 38                  | 32                  | 43                  | 503                 |
| Днів з опадами                        | 14                  | 12                  | 12                  | 11                  | 13                  | 12                  | 14                  | 15                  | 13                  | 10                  | 12                  | 14                  | 150                 |
| Днів зі снігом                        | 14                  | 11                  | 8                   | 6                   | 1                   | 0                   | 0                   | 0                   | 0                   | 3                   | 10                  | 13                  | 72                  |
| ------------------------------------- | ------------------- | ------------------- | ------------------- | ------------------- | ------------------- | ------------------- | ------------------- | ------------------- | ------------------- | ------------------- | ------------------- | ------------------- | ------------------- |
| Джерело: NOAA (extremes 1939–present) |                     |                     |                     |                     |                     |                     |                     |                     |                     |                     |                     |                     |                     |

## Демографія
Згідно з переписом 2010 року, у місті мешкала 471 особа в 239 домогосподарствах у складі 125 родин. Густота населення становила 172 особи/км².  Було 918 помешкань (335/км²).
Расовий склад населення:
| - 93,2 % — білих - 0,8 % — корінних американців - 0,4 % — азіатів - 0,2 % — чорних або афроамериканців - 2,1 % — осіб інших рас |

До двох чи більше рас належало 3,2 %. Частка іспаномовних становила 7,4 % від усіх жителів.
За віковим діапазоном населення розподілялося таким чином: 14,6 % — особи молодші 18 років, 70,8 % — особи у віці 18—64 років, 14,6 % — особи у віці 65 років та старші. Медіана віку мешканця становила 50,1 року. На 100 осіб жіночої статі у місті припадало 114,1 чоловіків;  на 100 жінок у віці від 18 років та старших — 116,1 чоловіків також старших 18 років.
Середній дохід на одне домашнє господарство  становив 54 634 долари США (медіана — 51 667), а середній дохід на одну сім'ю — 60 693 долари (медіана — 53 977). За межею бідності перебувало 6,1 % осіб, у тому числі 0,0 % дітей у віці до 18 років та 0,0 % осіб у віці 65 років та старших.
Цивільне працевлаштоване населення становило 191 осіб. Основні галузі зайнятості: мистецтво, розваги та відпочинок — 24,1 %, будівництво — 23,0 %, роздрібна торгівля — 16,8 %, освіта, охорона здоров'я та соціальна допомога — 11,5 %.